# رودني كاس
رودني كاس (23 أبريل 1940 في المملكة المتحدة - 17 أغسطس 2018) (بالإنجليزية: Rodney Cass)‏ هو لاعب كريكت أسترالي. لعب مع فريق تسمانيا للكريكت ونادي مقاطعة ورسسترشاير للكريكيت ‏ ونادي مقاطعة ساسكس للكريكت ‏.

## وصلات خارجية
- رودني كاس على موقع إي آس بي آن كريك إنفو (الإنجليزية)